# Moixiganga de Reus

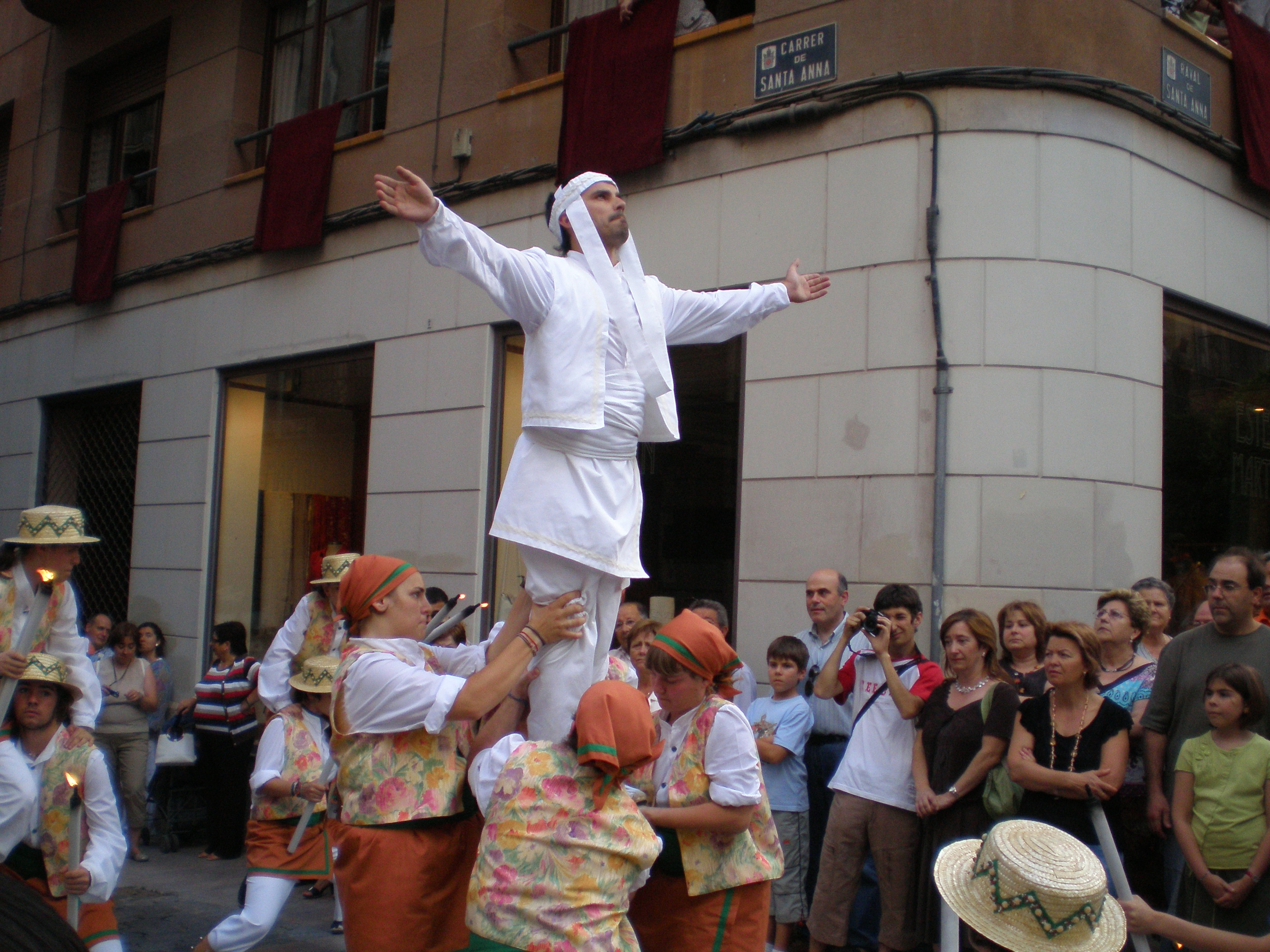
La Moixiganga de Reus de 2007

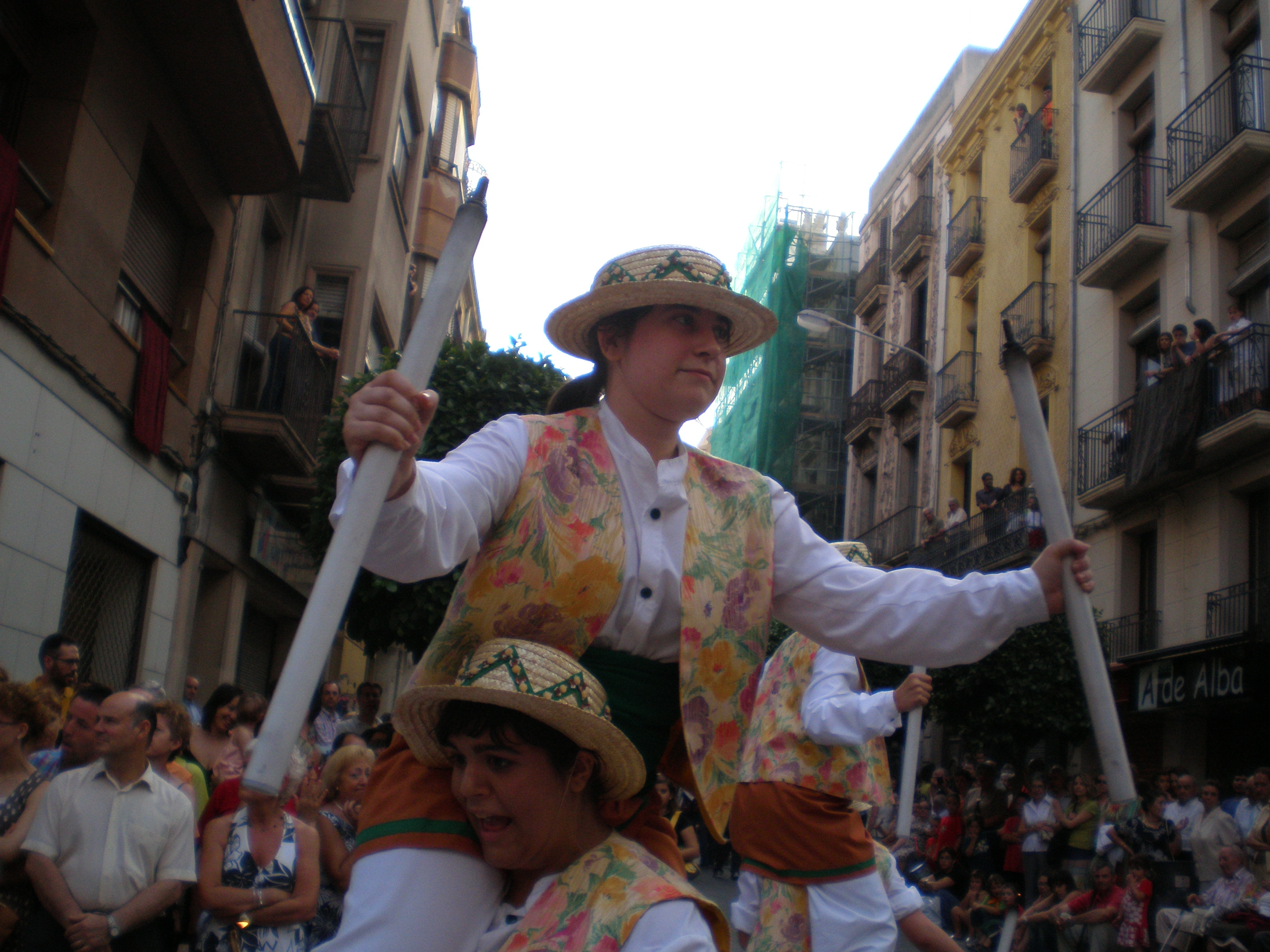
La Moixiganga de Reus de 2007

La Moixiganga de Reus fue un tipo de baile que formaba figuras acrobáticas que actuó en Reus en tiempos pasados.
Las moixigangues, también se llaman a veces ball de valencians y serían el origen de la muixeranga y de los castells. Según algunos estudios, los castells se originarían básicamente en el área Tarragona - Reus - Valls, y con los años se perderían los bailes centrándose en conseguir torres cada vez más elevadas y dejando de participar en las procesiones. La carencia de "valencians" originó la aparición de las Moixigangues Religiosas.
En 1775 la encontramos enumerada entre los elementos de la fiesta por el traslado de las reliquias de Sant Bernat Calvó, aunque no está confirmado que tuviera características estrictamente religiosas. 
Alrededor del año 2003, se encontraron unas partituras en Banyoles, propiedad de una orquesta, donde se encontraba entre ellas la de la moixiganga reusense. También se tiene referencia de unos dibujos de tres figuras de la antigua moixiganga.
A veces el nombre de moixiganga se aplica a diferentes bailes o comparsas de gente disfrazada, pero se debe definir como una danza de temática religiosa en la que los bailarines configuran, realizando construcciones humanas, escenas de la pasión de Cristo. En algunas poblaciones, sin embargo, la moixiganga es una danza compleja que integra figuras diversas, procedentes, quizás, de otras manifestaciones festivas. En Reus la encontramos documentada en la segunda mitad del siglo XVIII: en 1775, en una fiesta dedicada a san Bernardo Calbó ; en 1792 en la procesión de traslado de la Virgen de Misericordia a su santuario; en 1793 en la fiesta del traslado de la imagen de Sant Domènec a una nueva capilla junto al portal de Monterols. En el XIX se cita junto a otros bailes en la fiesta en honor a la visita del rey Fernando VII a Reus en 1814; o en las fiestas de la Jura de Isabel II, en 1833. Formaba parte del conjunto de más de una veintena de danzas que integraban los séquitos reusenses en la época. La moixiganga pertenecía al gremio de sastres. Otras poblaciones del Baix Camp donde se había bailado son Mont-roig del Camp, Riudoms o la Selva del Camp.
Entre 2007 y 2008 el "Esplai Fem-nos Amics" sacó a la calle una moixiganga de carácter religioso. Representaban 7 misterios distintos de la Semana Santa.
El día 18 de junio de 2019, el Circ Social presentaba la Nueva Moixiganga de Reus, en la plaza de la Patacada. La Nova Moixiganga representa los mismos cuadros que la moixiganga de Lleida; con aros y figuras acrobáticas. Los vestidos que llevan, son parecidos a los de la Danza de Mossèn de Joan de Vic. La camisa tiene el pecho de color rojo y otra naranja, que se alterna con el color de cada pernera del pantalón y las mangas de la camisa.